# Гіндес Матітьягу
Гіндес Матітьягу (Матвій) (23 червня 1894, Єрусалим — 13 лютого 1957, Монтевідео, Уругвай) — член Української Центральної Ради, посол Ізраїлю в Уругваї.

## Життєпис
Народився у родині лікаря, учасника революційного руху в Росії.
Навчався у школі у Варшаві. Студіював право в університетах Варшави, Санкт-Петербурга, Гейдельберга та Бреслау.
З 1915 року жив у Петербурзі. Після революції 1917 року переїхав до Києва. Став членом Української Центральної Ради від сіоністів, членом Єврейської національної ради та Українських Установчих Зборів.
Після революції проживав у Варшаві, де продовжував сіоністську діяльність. У 1922—1923 рр. працював в берлінському відділенні Єврейського телеграфного агентства. Член виконкому Всесвітньої сіоністської організації.
З 1940 р. жив у Хайфі в Ізраїлі, працював директором банку. Впродовж 1955—1957 рр. — посол Ізраїлю в Уругваї.